# Grolloo
Grolloo (52° 56′ N, 6° 40′ L) é uma cidade dos Países Baixos, na província de Drente. Grolloo pertence ao município de Aa en Hunze, e está situada a 11 km sudeste de Assen.
Em 2001, a cidade de Grolloo tinha 541 habitantes. A área urbana da cidade é de 0.27 km², e tem 203 residências. 
A área de Grolloo, que também inclui as partes periféricas da cidade, bem como a zona rural circundante, tem uma população estimada em 930 habitantes.